# Optare

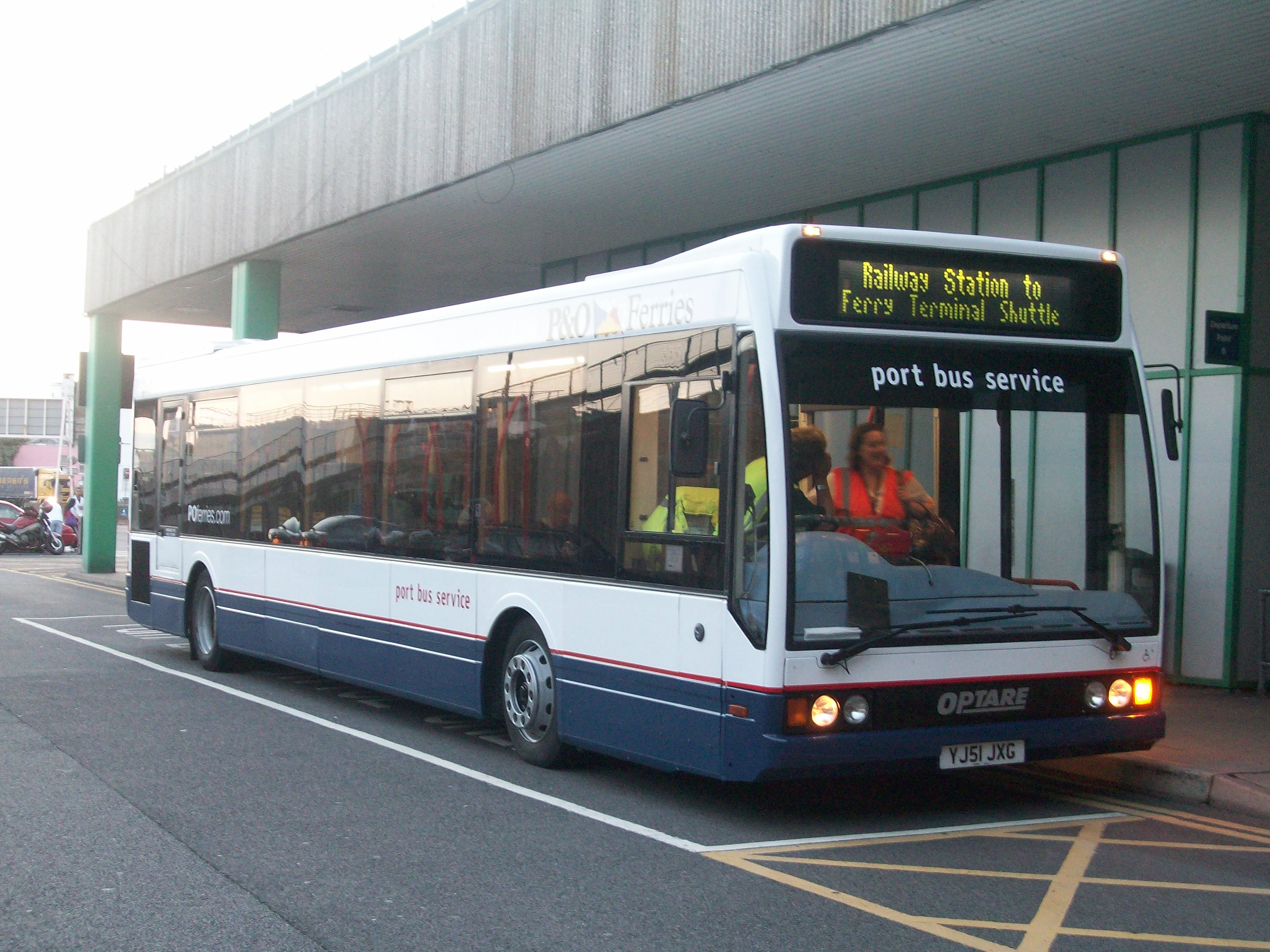
Autobus Optare Excel.

Optare est un constructeur de bus anglais fondé en 1985. Il fabrique des bus à un et deux étages. Depuis 2010, il appartient au constructeur indien Ashok Leyland.

## Produits
- Bonito midibus (2012 -)
- Solo (2007 - )
- Tempo standard (2004 -)
- Versa, midibus (2006 -)
- MetroCity, midibus